# Philipp-Wolfrum-Wettbewerb
Der Philipp-Wolfrum-Wettbewerb war ein internationaler Orgelwettbewerb zum Gedenken an den Heidelberger Generalmusikdirektor Philipp Wolfrum (1854–1919). Er sollte alle vier Jahre stattfinden und wurde erstmals im Jahre 2004 aus Anlass des 150. Geburtstages von Philipp Wolfrum ausgetragen. Im Jahr 2008 wurde der Wettbewerb zum zweiten und letzten Mal durchgeführt. Ausrichter des Wettbewerbs waren die auf Wolfrum zurückgehende Hochschule für Kirchenmusik Heidelberg und das Kulturamt der Stadt Heidelberg sowie weitere Förderer. Die Wertungsspiele wurden an den Orgeln der Peterskirche und der Stadthalle durchgeführt. Die Schirmherrschaft hatte der Heidelberger Oberbürgermeister Eckart Würzner.

## Preise
- 1. Preis: 3000 Euro „Philipp-Wolfrum-Preis“
- 2. Preis: 2000 Euro
- 3. Preis: 1000 Euro

## Preisträger
- 2004
  - 1. Preis: Jens Amend (Deutschland)
  - 2. Preis: nicht vergeben
  - 3. Preise: Christoph Kuppler (Deutschland), Lars Sjöstedt (Schweden), Lukas Stoffhof (Deutschland)

- 2008
  - 1. Preis: nicht vergeben
  - 2. Preise: Natalia Ryabkova (Russland), Balázs Szabó (Ungarn)
  - 3. Preis: Jan Croonenbroeck (Deutschland)

## Jury
- 2008
  - Christoph Bossert (Würzburg)
  - Martin Haselböck (Wien)
  - Jan Hora (Prag)
  - Tomasz Adam Nowak (Detmold)
  - Martin Sander (Heidelberg, Vorsitz)